# Marc Monchal
Marc Monchal, né le 27 août 1935 à Die (Drôme) et mort le 12 novembre 2020 à Trans-en-Provence (Var), est un militaire français. 
Général d'armée, il est chef d'état major de l'armée de terre du 17 avril 1991 au 27 août 1996, après avoir été chef du cabinet militaire du ministre français des Armées du 17 avril 1989 au 17 mai 1991.

## Biographie

### Origine et formation
Marc Monchal est orphelin de père à l'âge d'un an et est le fils d'une épicière,.  
Il est admis à l'École spéciale militaire de Saint-Cyr Coëtquidan en 1954 et choisit à l'issue de servir dans l'artillerie ; il est formé à l'École d’application de l’Artillerie à Châlons-sur-Marne.

### Carrière militaire
Il combat durant la guerre d'Algérie au 24e régiment d’artillerie, puis au 35e régiment d'artillerie parachutiste où, capitaine il commande une batterie. Diplômé d'etat-major,  il est affecté à l'etat-major de la 11e division.  
Après la scolarité à l'Ecole Supérieure de Guerre, il est d'abord à l"Ecole d'Application de l'Artillerie chargé de la division application des sous-lieutenants puis il est chef de corps du 35e RA. Après le temps de commandement, il est à l'Etat-Major des Armées  (division plan programme budget) puis il occupe la fonction de chef  d'état-major du gouverneur militaire de Paris.  
Il est promu général de brigade en juin 1984, général de division en 1988, général de corps d'armée en 1990, général d'armée en 1991. Le premier commandement de général est celui de la 1ère division blindée. 
En avril 1989, il est nommé chef du cabinet militaire de Jean-Pierre Chevènement, ministre de la Défense de l'époque
En avril 1991, il accède ensuite au poste de chef d’état-major de l’armée de Terre où il succède au général Gilbert Forray. Durant son mandat à la tête de l'armée de terre, cette dernière sera engagée dans les Balkans et au Rwanda. Atteint par la limite d'âge en 1996, il part l'année de ses 61 ans, remplacé par général de corps d'armée Philippe Mercier.  
Il est à l'origine de la Cellule d’aide aux blessés de l’armée de Terre (CABAT), créée en 1993.

### Carrière civile
Le 17 octobre 1996, il est nommé conseiller d'État en service extraordinaire.
Marc Monchal meurt le 12 novembre 2020 à Trans-en-Provence.

## Décorations
- Grand officier de la Légion d'honneur en 1995[9] (commandeur en 1991[9]).
- Grand-croix de l'ordre national du Mérite en 2015[10].
- Croix de la Valeur militaire[8].
- Croix du combattant[8].
- Médaille commémorative des opérations de sécurité et de maintien de l'ordre, avec agrafe « Algérie »[8].
- Médaille de la jeunesse, des sports et de l'engagement associatif, or[8].
- Grand officier de l'ordre du Mérite (Allemagne)[8].